# Jeruzalemski tempelj
Jeruzalemski tempelj ali Tempelj v Jeruzalemu ali alternativno Sveti tempelj (hebrejsko בֵּית־הַמִּקְדָּשׁ, latinizirano: Bēt haMīqdaš, Bēṯ hamMīqdāš; arabsko بيت المقدس, latinizirano: Bayt al-Maqdis), se nanaša na dve verski strukturi, ki sta služili kot osrednji kraji čaščenja Izraelitov in Judov na današnjem Tempeljskem griču v Starem mestu Jeruzalema. Glede na Staro zavezo je bil Prvi tempelj (Salomonov tempelj)  zgrajen v 10. stoletju pr. n. št., med vladavino Salomona nad Združenim kraljestvom Izraela. Stal je do ok. 587 pr. n. št., ko je bil uničen med babilonskim obleganjem Jeruzalema (587 pr. n. št.). Skoraj stoletje pozneje je Prvi tempelj nadomestil Drugi tempelj, ki je bil zgrajen po tem, ko je Neobabilonsko cesarstvo osvojilo Ahemenidsko perzijsko cesarstvo. Čeprav je Drugi tempelj stal dlje časa kot Prvi tempelj, je bil prav tako uničen med rimskim obleganjem Jeruzalema leta 70 n. št.
Projekti za izgradnjo hipotetičnega "Tretjega templja" v sodobni dobi niso bili uresničeni, čeprav ima jeruzalemski tempelj še vedno pomembno mesto v judovstvu. Kot predmet hrepenenja in simbol prihodnjega odrešenja je bil tempelj v judovski tradiciji obeležen z molitvijo, liturgično poezijo, umetnostjo, poezijo, arhitekturo in drugimi oblikami izražanja.
Zunaj judovstva ima Tempelj (in današnji Tempeljski grič) velik pomen tudi v islamu in krščanstvu. Eno od zgodnjih arabskih imen za Jeruzalem je Bayt al-Maqdis, ki ohranja spomin na Tempelj. Na Tempeljskem griču stojita dve monumentalni islamski strukturi, Kupola na skali in mošeja Al-Aksa, ki izvirata iz obdobja Omajadov. Kraj, ki ga muslimani poznajo kot "kompleks mošeje Al-Aksa" ali "Haram al-Sharif", velja za tretje najsvetejše mesto v islamu. Krščanska Nova zaveza in izročilo pravita, da so se pomembni dogodki v Jezusovem življenju zgodili v Templju, križarji pa so Kupoli na skali pripisali ime "Templum Domini" ("Gospodov tempelj").
Edini ostanek templja je ti. Zid žalovanja, ki je pravzaprav ostanek zahodnega zidu Drugega templja.

## Notes
1. ↑  Miller, J. Maxwell; Hayes, John H. (2006). A History of Ancient Israel and Judah (v ameriški angleščini) (2nd izd.). Louisville, Kentucky: Westminster John Knox Press. str. 478ff. ISBN 978-0664223588.
2. ↑  »The History of the Jewish Temple in Jerusalem«. Haaretz (v angleščini). Pridobljeno 2. oktobra 2022.